# Sardy-lès-Épiry
Sardy-lès-Épiry este o comună în departamentul Nièvre din centrul Franței. În 2009 avea o populație de 147 de locuitori.

## Evoluția populației
| An        | 1975 | 1982 | 1990 | 1999 | 2006 | 2009 |
| --------- | ---- | ---- | ---- | ---- | ---- | ---- |
| Populație | 196  | 163  | 136  | 146  | 148  | 147  |